# Orsonwelles ventus
Orsonwelles ventus là một loài nhện trong họ Linyphiidae.
Loài này thuộc chi Orsonwelles. Orsonwelles ventus được Gustavo Hormiga miêu tả năm 2002.